# بيتر بيكر (لاعب كرة قدم)
بيتر بيكر (بالإنجليزية: Peter Baker)‏ (10 ديسمبر 1931 في المملكة المتحدة - 27 يناير 2016) هو لاعب كرة قدم بريطاني في مركز الظهير. لعب مع توتنهام هوتسبير ونادي إنفيلد ونادي إِنفيلد ‏ ونادي ديربن يونايتد ‏ ونادي رومفورد ‏.

## وصلات خارجية
- بيتر بيكر على موقع قاعدة بيانات كرة القدم.إي يو (الإنجليزية)
- بيتر بيكر على موقع عالم كرة القدم.نت (الإنجليزية)